# Ligue de diamant 2010 - 3 000 m steeple féminin
Navigation
2011
Le 3 000 mètres steeple féminin de la Ligue de Diamant 2010 s'est déroulé du 23 mai au 27 août 2010. La compétition a fait successivement étape à Shanghai, Oslo, Rome, Eugene, Stockholm et Londres, la finale se déroulant à Bruxelles. L'épreuve est remportée par la Kényane Milcah Cheywa, vainqueur de quatre courses en sept meetings.

## Calendrier
| Date           | Meeting                    | Ville     | Pays        |
| -------------- | -------------------------- | --------- | ----------- |
| 23 mai 2010    | Shanghai Golden Grand Prix | Shanghai  | Chine       |
| 4 juin 2010    | Bislett Games              | Oslo      | Norvège     |
| 10 juin 2010   | Golden Gala                | Rome      | Italie      |
| 3 juillet 2010 | Prefontaine Classic        | Eugene    | États-Unis  |
| 6 août 2010    | DN Galan                   | Stockholm | Suède       |
| 14 août 2010   | Aviva London Grand Prix    | Londres   | Royaume-Uni |
| 27 août 2010   | Mémorial Van Damme         | Bruxelles | Belgique    |

## Résultats
| Date | Meeting   | 1er                                | 1er   | 2e                                 | 2e    | 3e                              | 3e    |
| --- | --------- | ---------------------------------- | ----- | ---------------------------------- | ----- | ------------------------------- | ----- |
| 23 mai 2010 | Shanghai  | Gladys Kipkemoi 9 min 16 s 82 (WL) | 4 pts | Milcah Cheywa 9 min 20 s 63        | 2 pts | Lydia Rotich 9 min 21 s 38      | 1 pt  |
| 4 juin 2010 | Oslo      | Milcah Cheywa 9 min 12 s 66 (WL)   | 4 pts | Gladys Kipkemoi 9 min 16 s 21      | 2 pts | Lydia Rotich 9 min 19 s 01      | 1 pt  |
| 10 juin 2010 | Rome      | Milcah Cheywa 9 min 11 s 71 (WL)   | 4 pts | Gladys Kipkemoi 9 min 13 s 22 (PB) | 2 pts | Lydia Rotich 9 min 18 s 03      | 1 pt  |
| 3 juillet 2010 | Eugene    | Milcah Cheywa 9 min 26 s 70        | 4 pts | Marta Domínguez 9 min 29 s 61      | 2 pts | Sofia Assefa 9 min 30 s 05      | 1 pt  |
| 6 août 2010 | Stockholm | Yuliya Zarudneva 9 min 17 s 59     | 4 pts | Milcah Cheywa 9 min 19 s 32        | 2 pts | Lydia Rotich 9 min 21 s 25      | 1 pt  |
| 14 août 2010 | Londres   | Milcah Cheywa 9 min 22 s 42        | 4 pts | Yuliya Zarudneva 9 min 22 s 60     | 2 pts | Lydia Rotich 9 min 23 s 68      | 1 pt  |
| 27 août 2010 | Bruxelles | Sofia Assefa 9 min 20 s 72 (SB)    | 8 pts | Milcah Cheywa 9 min 22 s 34        | 4 pts | Almaz Ayana 9 min 22 s 51 (WJR) | 2 pts |
| Records et Performances - AR : Record continental (area record) - CR : Record des championnats (championship record) - MR : Record du meeting (meet record) - NR : Record national (national record) - OR : Record olympique (olympic record) - PR : Record paralympique (paralympic record) - PB : Record personnel (personal best) - SB : Meilleure performance personnelle de la saison (season's best) - WL : Meilleure performance mondiale de l'année (world leader) - WJR : Record du monde junior (world junior record) - WR : Record du monde (world record) Circonstances et Conditions - DNF : N'a pas terminé (did not finish) - DNS : N'a pas pris le départ (did not start) - DQ : Disqualification (disqualification) - NM : Aucun essai valable enregistré (No Mark) - Q : Qualifié « directement » au prochain tour (ou à la prochaine compétition), lors d'une compétition majeure, grâce au classement ou à la réalisation des minima (automatic qualifier) - q : Qualifié au prochain tour (ou à la prochaine compétition), lors d'une compétition majeure, grâce au repêchage ou à la réalisation de l'une des meilleures performances parmi celles des « non qualifiés directement » (grâce au meilleur temps ou à la meilleure distance par exemple) (secondary qualifier) |           |                                    |       |                                    |       |                                 |       |

## Classement général
| Rang | Athlète       | Points |
| ---- | ------------- | ------ |
| 1    | Milcah Cheywa | 24     |
| 2    | Sofia Assefa  | 9      |
| 3    | Lydia Rotich  | 5      |
| 4    | Almaz Ayana   | 2      |